# Паландер, Калле
Ка́лле Ма́ркус Пала́ндер (фин. Kalle Markus Palander; 2 мая 1977, Торнио) — бывший финский горнолыжник, специализировавшийся в технических дисциплинах. Чемпион мира 1999 года в слаломе, обладатель малого Хрустального глобуса в слаломе, многократный победитель этапов Кубка мира. Самый успешный финский горнолыжник-мужчина в истории.

## Карьера
Калле Паландер дебютировал в Кубке мира в декабре 1996 года на этапе в Сестриере. В том же году завоевал бронзу на молодёжном чемпионате мира в комбинации.
С приходом в сборную Финляндии австрийского специалиста Кристиана Ляйтнера результаты Паландера пошли вверх. На чемпионате мира 1999 года в США в возрасте 21 года Паландер сенсационно выиграл слаломные соревнования, хотя до этого не имел ни одного призового подиума в Кубке мира.
Первую победу финн одержал в сезоне 2002/03, выиграв слалом в Кицбюэле. Всего за сезон Паландер выиграл четыре слалома и завоевал малый Кубок мира в зачёте слалома и стал четвёртым в общем зачёте, что стало для него лучшим результатом за всю карьеру.
К Олимпиаде в Турине финн подошёл в качестве одно из главных фаворитов в технических дисциплинах. В гигантском слаломе он занял девятое место, а в коронном слаломе после первой попытки занимал второе место. Во время второй попытки Паландер показал лучшее время, но был дисквалифицирован, из-за того, что пропустил ворота в верхней части дистанции.
В заключительной части карьеры Паландер не мог полноценно выступать из-за череды травм, преследовавших его. В сентябре 2012 года финн объявил о завершении карьеры.
В 2016 году на экранах Финляндии появилось реалити-шоу «Суперзвёзды», рассказывающее о судьбах легенд  финского спорта, среди которых и Калле Паландер.

## Победы в кубке мира
| №  | Дата            | Место проведения | Дисциплина        |
| -- | --------------- | ---------------- | ----------------- |
| 1  | 26 января 2003  | Кицбюэль         | Слалом            |
| 2  | 28 января 2003  | Шладминг         | Слалом            |
| 3  | 2 марта 2003    | Ёнпхён           | Слалом            |
| 4  | 8 марта 2003    | Сига Когэн       | Слалом            |
| 5  | 23 ноября 2003  | Парк-Сити        | Слалом            |
| 6  | 14 декабря 2003 | Альта-Бадья      | Гигантский слалом |
| 7  | 4 января 2004   | Флахау           | Слалом            |
| 8  | 24 января 2004  | Кицбюэль         | Слалом            |
| 9  | 7 февраля 2004  | Адельбоден       | Гигантский слалом |
| 10 | 14 марта 2004   | Сестриере        | Слалом            |
| 11 | 24 января 2006  | Шладминг         | Слалом            |
| 12 | 11 марта 2006   | Сига Когэн       | Слалом            |
| 13 | 17 декабря 2006 | Альта-Бадья      | Гигантский слалом |
| 14 | 16 декабря 2007 | Альта-Бадья      | Гигантский слалом |